# Alessandra Sartore
Alessandra Sartore (Castiglione del Lago, 22 dicembre 1954) è una politica italiana.
Dal 1º marzo 2021 al 22 ottobre 2022 è stata sottosegretaria di Stato al Ministero dell'economia e delle finanze nel governo Draghi.

## Biografia
Laureata in giurisprudenza all'Università degli Studi di Perugia, ha poi conseguito il diploma di specializzazione in Diritto Amministrativo e Scienze dell'Amministrazione presso l'Università degli Studi di Napoli Federico II.
Ha conseguito l'abilitazione professionale all'insegnamento per la classe relativa a Discipline Giuridiche ed Economiche.
Inizia a lavorare nella pubblica amministrazione nel 1978 al Ministero per i beni e le attività culturali, e dal 1985 al Ministero del tesoro e alla Ragioneria generale dello Stato.
Dal 1995 è iscritta al registro dei revisori contabili.
Sempre nel dicastero del tesoro, nel 1996 intraprende la carriera dirigenziale nei Servizi Ispettivi di Finanza e dal 2001 è dirigente generale presso la Ragioneria generale dello Stato. Sempre nel 2001 viene nominata Commendatore dell'Ordine al merito della Repubblica Italiana.
Dal 2011 al 2013 ha ricoperto la carica di consigliere giuridico del Ministro per la coesione territoriale.
Il 22 marzo 2013 viene nominata assessore della regione Lazio con deleghe alla Programmazione Economica, al Bilancio, al Demanio e al Patrimonio dal neo presidente della regione Nicola Zingaretti. Il 27 marzo 2018, con la rielezione di Zingaretti a presidente della regione, viene riconfermata come assessore nella giunta regionale del Lazio con le medesime deleghe. Durante gli anni in giunta regionale, si fa notare per la sua capacità di gestione del bilancio regionale (venendo apprezzata anche dalle opposizioni in consiglio regionale), mettendolo pazientemente in ordine, tagliando gli sprechi e risanando il debito nella sanità laziale, senza aumentare le tasse e riducendo progressivamente ad ogni anno l'IRPEF regionale che si paga con la dichiarazione dei redditi. Da assessore regionale si è anche occupata del gioco d'azzardo patologico.
Il 26 gennaio 2020 diventa membro del Comitato Europeo delle Regioni.
Il 25 febbraio 2021 viene indicata come Sottosegretario di Stato al Ministero dell'economia e delle finanze, nominata dal Consiglio dei Ministri il 1º marzo, lasciando l'incarico di assessore regionale, che verrà sostituito dal vicepresidente della regione Lazio Daniele Leodori il 3 marzo.